# Cyperus chamaecephalus
Cyperus chamaecephalus är en halvgräsart som beskrevs av Henri Chermezon. Cyperus chamaecephalus ingår i släktet papyrusar, och familjen halvgräs. Inga underarter finns listade i Catalogue of Life.